# Dino Dimmel
Dino Dimmel (* 5. Juni 2005) ist ein österreichischer Fußballspieler.

## Karriere
Dimmel begann seine Karriere beim SK Breitenfurt. Zur Saison 2018/19 wechselte er zur Union Mauer. Zur Saison 2021/22 wechselte er zur vierten Mannschaft des Zweitligisten Kapfenberger SV, ASC Rapid Kapfenberg II. Im April 2022 spielte er dann auch erstmals für die dritte Mannschaft. Insgesamt kam er in seiner ersten Saison zu 19 Einsätzen für Rapid II in der achthöchsten Spielklasse und erzielte dabei 28 Tore, für Rapids erste Mannschaft kam er zu drei Einsätzen in der sechsten Liga. In der Hinrunde der Saison 2022/23 spielte er dann nur noch für die dritte Mannschaft, für die er elf Tore in 13 Partien in der Unterliga erzielte.
Im Jänner 2023 wurde Dimmel daraufhin direkt in den Profikader der Kapfenberger befördert. Sein Debüt für die KSV in der 2. Liga gab er anschließend im Mai 2023, als er am 27. Spieltag der Saison 2022/23 gegen den SV Horn in der 87. Minute für Mark Grosse eingewechselt wurde. Für Kapfenberg kam er zu vier Zweitligaeinsätzen, ehe er den Verein im Jänner 2024 wieder verließ. Im Februar 2024 wechselte er dann zu den fünftklassigen Amateuren des FC Admira Wacker Mödling.